# Encephalartos senticosus
Encephalartos senticosus är en kärlväxtart som beskrevs av Pieter Johannes Vorster. Encephalartos senticosus ingår i släktet Encephalartos och familjen Zamiaceae. IUCN kategoriserar arten globalt som sårbar. Inga underarter finns listade i Catalogue of Life.

## Bildgalleri

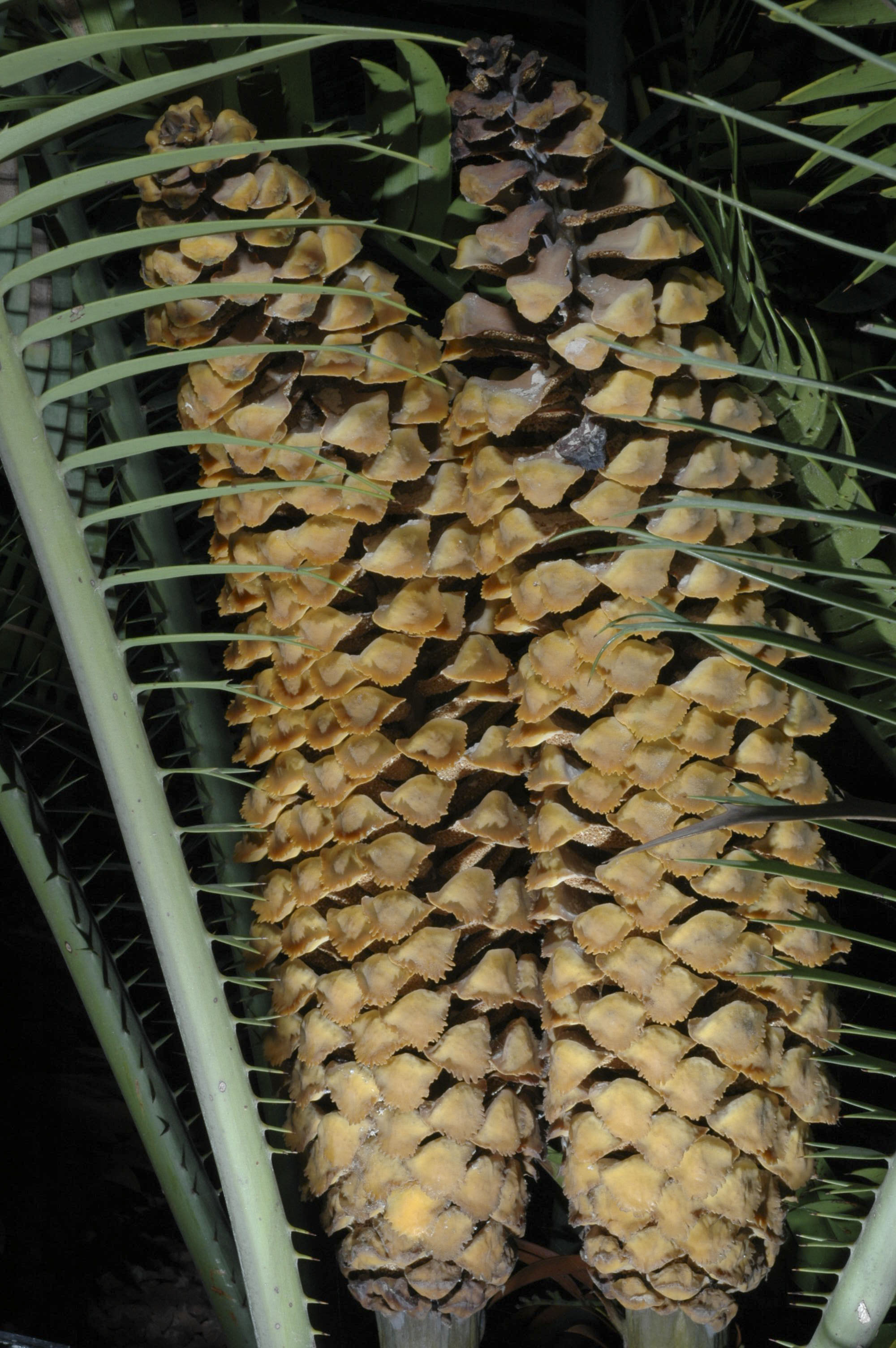
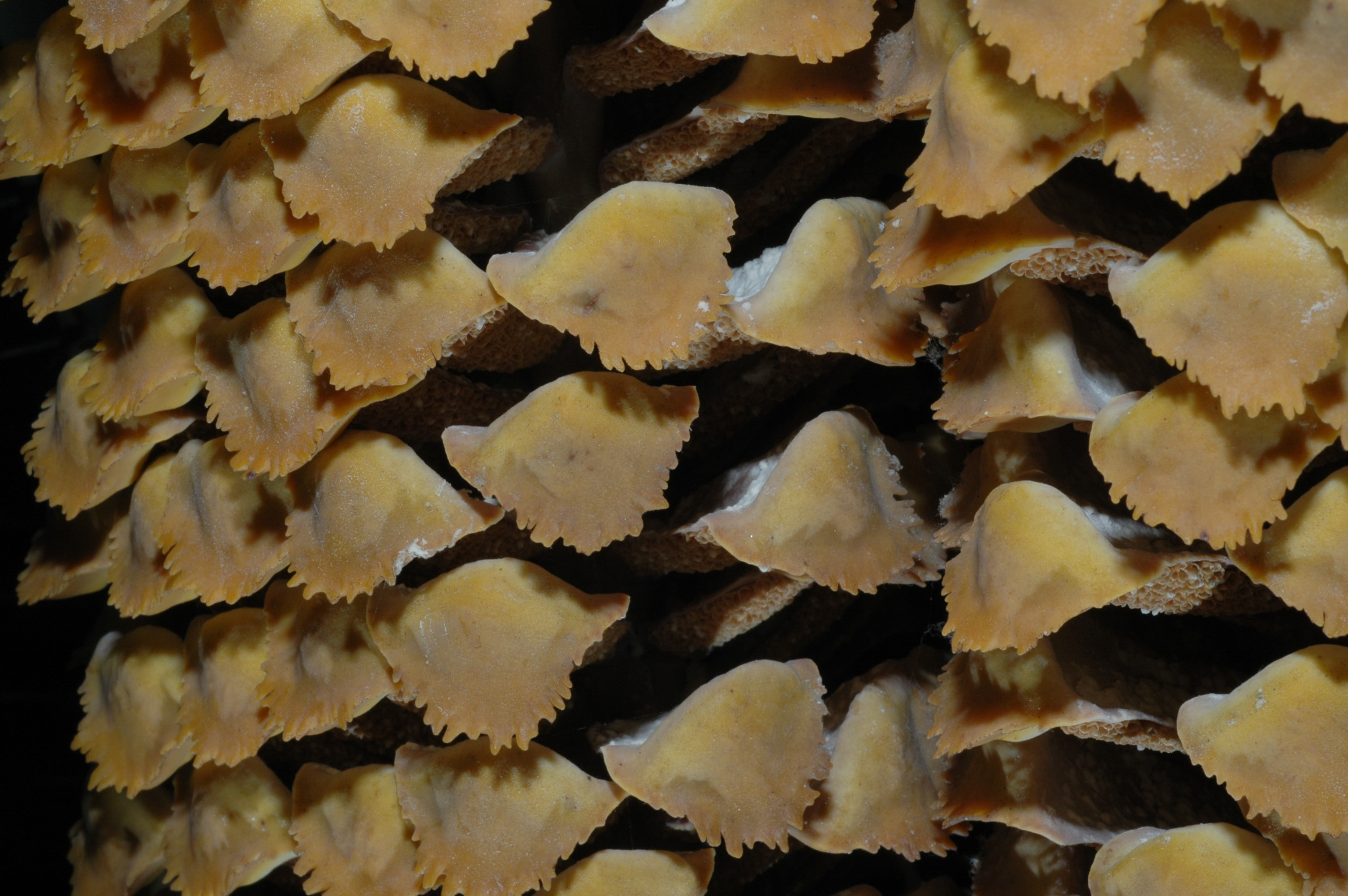
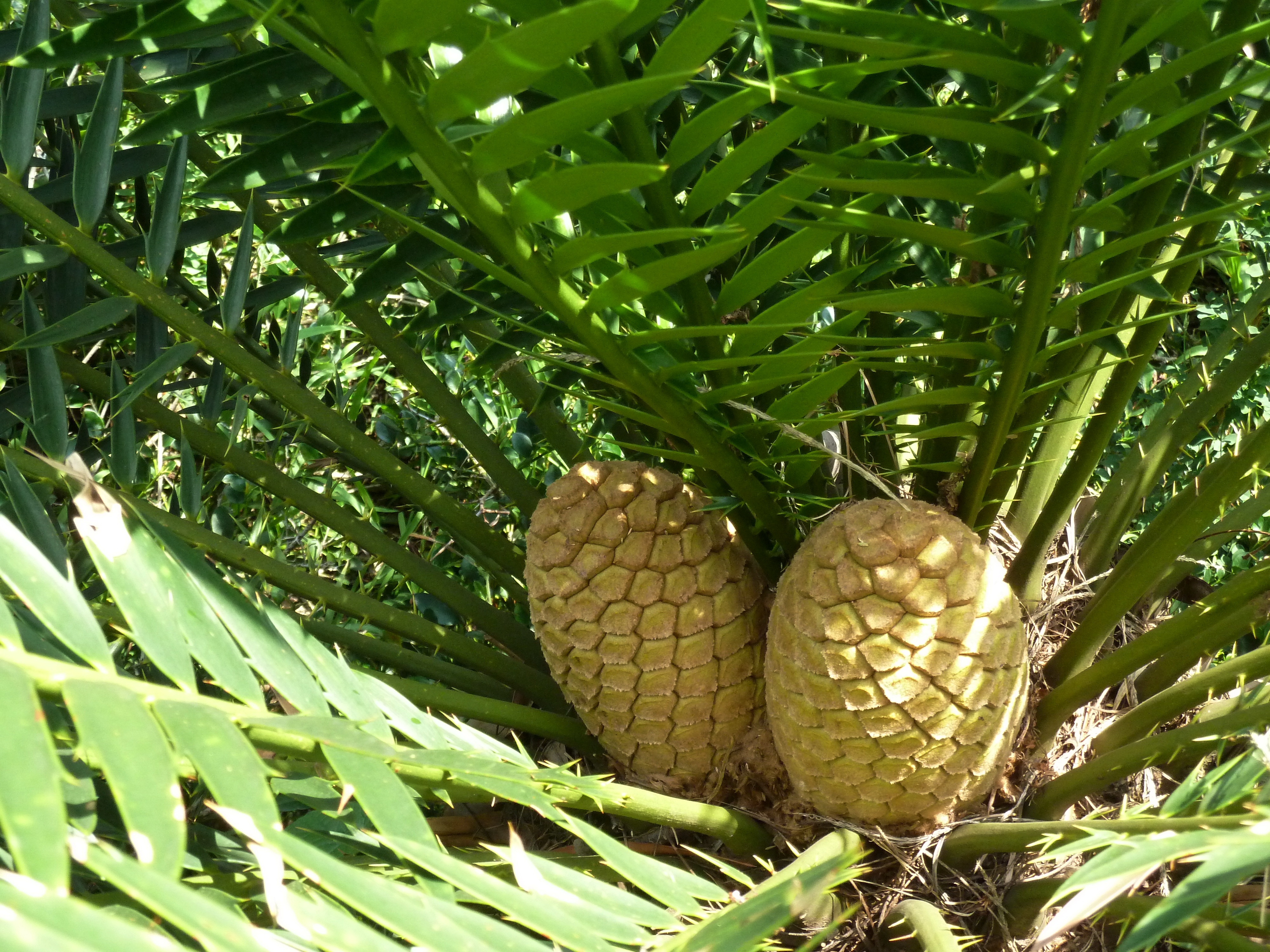